# Carabietta
Carabietta è una frazione di 110 abitanti del comune svizzero di Collina d'Oro, nel Canton Ticino (distretto di Lugano).

## Geografia fisica
Carabietta sorge in riva al Lago di Lugano.

## Storia

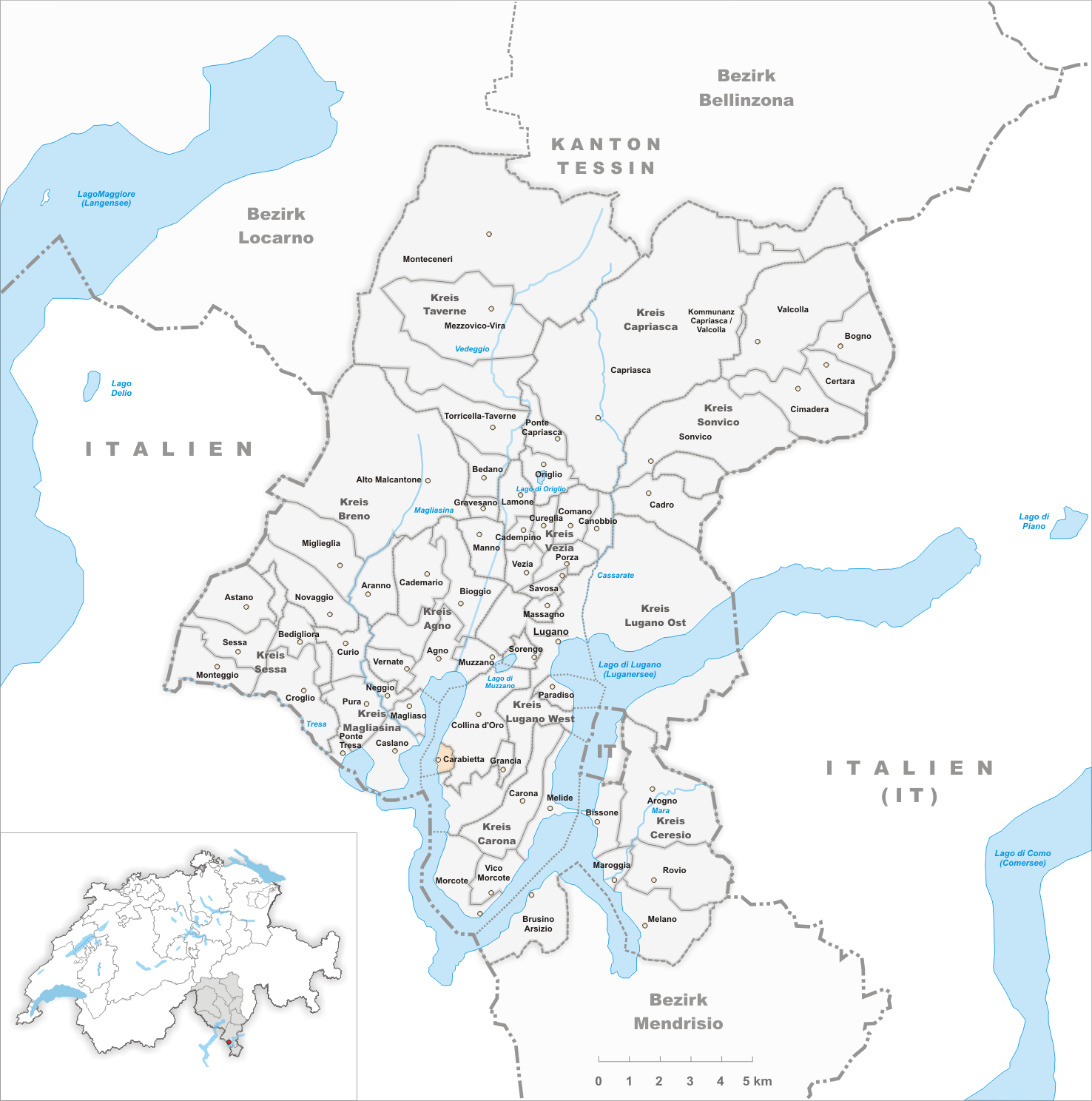
Il territorio del comune di Carabietta prima degli accorpamenti comunali del 2011

Già comune autonomo istituito nel 1816 per scorporo dal comune di Morcote e che si estendeva per 0,42 km², il 1º aprile 2012 fu accorpato al comune di Collina d'Oro, dopo che la fusione era stata accettata dalla votazione popolare del 5 giugno 2011 con 36 voti favorevoli e 5 contrari.

## Monumenti e luoghi d'interesse
- Chiesa di San Bernardo di Chiaravalle, documentata dal 1634[1].

## Società

### Evoluzione demografica
L'evoluzione demografica è riportata nella seguente tabella:
Abitanti censiti